# Oscar Ortiz
Oscar Alberto Ortiz (Chacabuco, 8 aprile 1953) è un ex calciatore argentino, di ruolo centrocampista. Campione mondiale con la nazionale argentina nel campionato del mondo 1978.

## Carriera

### Club
Ortiz iniziò la sua carriera al San Lorenzo, con cui vinse tre campionati argentini (un campionato Metropolitano nel 1972 e due campionati Nacional nel 1972 e nel 1974).
Nel 1976 il San Lorenzo cedette Ortiz al club brasiliano del Grêmio, ma vi rimase per poco tempo, in quanto ritornò in Argentina per giocare con il River Plate. Con il club di Buenos Aires, il centrocampista vinse altri quattro titoli argentini (tre campionati Metropolitano nel 1977, nel 1979 e nel 1980 ed un campionato Nacional nel 1979).
Nel 1981 Ortiz passò dal River Plate all'Huracán, per poi trasferirsi nella stagione seguente all'Independiente, con cuì terminò la sua carriera vincendo un altro campionato, il Metropolitano 1983.

### Nazionale
Ortiz ha disputato 23 partite con la nazionale argentina, segnando 3 gol. Fu convocato per partecipare al campionato del mondo 1978 ospitato proprio dall'Argentina: giocò da titolare la finale del torneo vinta contro i Paesi Bassi, venendo sostituito al 74' da René Houseman.

## Palmarès

### Club
- Campionato argentino: 8

San Lorenzo: Metropolitano 1972, Nacional 1972, Nacional 1974
River Plate: Metropolitano 1977, Metropolitano 1979, Nacional 1979, Metropolitano 1980
Independiente: Metropolitano 1983

### Nazionale
- Campionato mondiale: 1

Argentina 1978